# 葛羅音
葛羅音（Glóin）是托爾金小說的虛構人物，索林·橡木盾（Thorin Oakenshield）及比爾博·巴金斯 （Bilbo Baggins）的十二伙伴之一，也是金靂（Gimli）的父親。

## 生平
葛羅音是都靈的後裔，葛音（Gróin）之子，波林之孫，索林團隊的另一成員歐音（Óin）是他的兄弟。葛羅音和歐音都善於生火，故他們經常為此而爭拗。他在慘烈的五軍之戰中倖存下來，定居於孤山（Erebor）。
魔戒聖戰期間，葛羅音偕同子金靂來到瑞文戴爾（Rivendell）參加愛隆會議。作為國王丹恩二世的使節，他帶來了孤山及摩瑞亞的最新消息，以及他們所知道索倫的計劃。金靂最終成為魔戒遠征隊成員。

## 同名人物
在托爾金的小說裡，有兩個葛羅音。在葛音之子葛羅音之前，索林一世（Thorin I）之子也叫葛羅音，他繼承了都靈部族（Durin's folk）首領之位，並擴大了伊瑞德米斯林（Ered Mithrin）的礦場，其後更進一步放棄孤山。

## 改編描述
在彼得·傑克森的《哈比人電影系列》裡，葛羅音由彼得·漢柏頓飾演。他的造型接近於《魔戒電影三部曲》中约翰·里斯-戴维斯飾演的金靂，像《哈比人：意外旅程》中葛羅音使用的斧頭及《哈比人：五軍之戰》中葛羅音穿的盔甲都跟《魔戒》電影中金靂的斧頭或盔甲一模一樣。他被描繪為十三矮人當中唯一的已婚者，有一個矮人妻子；葛羅音將妻子和兒子的肖像放在隨身的小盒子內，後來在幽暗密林時盒子被勒苟拉斯搜出。

## 外部連結
- 葛羅音 （页面存档备份，存于）在時代雜誌上的介紹（英文）
- 葛羅音 （页面存档备份，存于）在TheOneRing.net上的介紹（英文）